# Parafia Niepokalanego Poczęcia NMP w Chabarowsku
Parafia Niepokalanego Poczęcia Najświętszej Maryi Panny w Chabarowsku – rzymskokatolicka parafia znajdująca się w Chabarowsku, w diecezji Świętego Józefa w Irkucku, w dekanacie władywostockim, w Rosji. Parafię prowadzi Instytut Słowa Wcielonego. Jedyna parafia katolicka w Kraju Chabarowskim.

## Historia
Parafia istniała przed rewolucją październikową. W 1932 komuniści aresztowali i zesłali do łagru proboszcza chabarowskiego ks. Władysława Mirzwińskiego, gdzie po zwolnieniu w 1935 i ponownym zesłaniu w 1937 zmarł.
Parafia odrodziła się po upadku ZSRS za sprawą Stanisława Jermaka.